# شیرماهی قرمز
شیرماهی قرمز (نام علمی: 'Pterois volitans') یک ماهی سمی آب‌سنگ مرجانی است که در تیره عقرب‌ماهیان و راسته عقرب‌ماهی‌سانان قرار دارد.